# Bombus fragrans
Bombus fragrans is een vliesvleugelig insect uit de familie der bijen en hommels (Apidae). De wetenschappelijke naam van de soort werd voor het eerst geldig gepubliceerd door Peter Simon Pallas in 1771.